# Nema Grefa
Nema Grefa (Ecuador) es una defensora ambiental ecuatoriana, desde 2018 fue reconocida como la presidenta de la nación indígena Sápara gracias a una acción de protección propuesta por Defensoría del Pueblo.

## Trayectoria
Es una defensora de derechos humanos en Napo, luchando contra el impacto que deriva de actividades extractivas de compañías petroleras y mineras.
Fue elegida como presidenta de la nación Sápara en febrero de 2017, no obtuvo el reconocimiento hasta octubre de 2018 derivado de impugnaciones y amenazas de muerte que sufrió en el proceso.
En 2018 la Secretaría Nacional de Gestión de la Política reconoció a Grefa como presidenta y le ofreció una disculpa pública. A pesar de eso ella sostuvo que las medidas de protección no son suficientes derivado de la violencia en la que se encuentra ella y su comunidad.

### Mujeres Amazónicas
A raíz de la muerte de María Taant, diversas lideresas indígenas de la amazonia se organizaron en un colectivo para resistir la violencia que viven por su activismo entre ellas se encuentran Patricia Gualinga, Rosita Aranda, Rosita Gualinga Chuji, Brígida Tapia y Nema Grefa. La organización  Chicas Poderosas realizó el cómic Cuando se apaguen nuestras voces: mujeres amazónicas frente al extractivismo, a través del Laboratorio de Historias Poderosas, que habla sobre este colectivo.
En 2019 Amnistía Internacional publica el informe No nos van a detener donde expone errores de la Fiscalía General ante los ataques y amenazas de muerte contra integrantes del colectivo Mujeres Amazónicas Patricia Gualinga, Salomé Aranda, Margoth Escobar y  Nema Grefa. Con el informe Amnistía Internacional exigió al Estado ecuatoriano que implemente una política pública de protección a personas defensoras de derechos humanos.